# Narmeln
Narmeln, także Polsk, Polski – dawna wieś rybacka na Mierzei Wiślanej nad Zalewem Wiślanym, przy granicy z Polską, najdalej na zachód wysunięty punkt Federacji Rosyjskiej. Historycznie jest to jedyna miejscowość w granicach Federacji Rosyjskiej, która wchodziła bezpośrednio (nie jak lenne Prusy) w skład Królestwa Polskiego do 1793 r. (zob. dalej Przynależność polityczna i nazwy w dziejach).
Miejscowość rozciągnięta wzdłuż wąskiego pasa niskiego brzegu Zalewu Wiślanego, osłonięta była od północy potężnym, stromym, wałem wydmy sięgającej 30 metrów, który stale zagrażał zabudowie. Do dziś na wschód od dawnej wsi zachowały się największe na Mierzei Wiślanej ruchome wydmy (ros. diuny żywyje) sięgające 24 metrów.

## Historia
Po raz pierwszy miejscowość została wymieniona pod nazwą „Ermelen” w dokumencie z 1489 r. wydanym przez radę miasta Gdańska, w którym przyznano prawo wyszynku karczmarzowi. Pierwotna, pruska nazwa wskazuje, że w tamtym czasie w tej części mierzei mieszkali jeszcze Prusowie. Podczas polsko-szwedzkiej wojny (1626–1629) piaski zasypały 12 domów. W XVII wieku pojawiła się nazwa „Polski” (w tym zapisie w języku niemieckim), rzadziej Polsk, mogąca pochodzić od nazwiska właściciela miejscowości, albo nawet granicznego położenia po stronie polskiej granicy na mierzei. Do 1878 r. w połowie drogi pomiędzy dzisiejszą Nową Karczmą (Neukrug) a Narmeln istniała szkoła, która została zasypana, a dzieci musiały się przenieść do szkoły w oddalonej o 8 km Nowej Karczmie. Z drugiej strony, ok. 1 km na wschód przy dawnej granicy z Prusami Książęcymi, istniał kościół, który już w końcu XIX wieku był całkowicie zasypany 26-metrową wydmą (do dziś największe ruchome wydmy na mierzei). W 1890 r. linia telegrafu połączyła Piławę z Krynicą Morską (Kahlberg). W 1898 r. doszło do pożaru, który pochłonął 6 gospodarstw.
Przed I wojną ludność nadal wyłącznie zajmowała się rybołówstwem korzystając z małego basenu portowego, do którego prowadziła pogłębiona rynna, i długiego drewnianego mola. Port rybacki wielokrotnie w tym okresie ulegał zapiaszczeniu. W czasie rozbiorów do utworzenia po I wojnie światowej Wolnego Miasta Gdańska wieś należała administracyjnie do Gdańska (powiatu), a nie do Piławy. W okresie międzywojennym zaś do powiatu elbląskiego (Kreis Elbing, zgodnie z mapą powiatu z 1924 r.). W 1925 r. miejscowość miała 6 ha powierzchni i liczyła 274 mieszkańców. Po długotrwałych walkach w pierwszych dniach maja 1945 r. wieś wraz z całą mierzeją zajęła Armia Czerwona, a miejscowa ludność poddano krwawym represjom, a następnie wysiedlono. Po II wojnie światowej pozostałości po zabudowaniach wsi pochłonęły stopniowo piaski i przyroda.

## Współczesność
Na terenie dawnej miejscowości i w jej pobliżu istnieją obecnie jedynie ukryte w lesie: posterunek graniczny oraz pojedyncze instalacje wojskowe (stacja radiolokacyjna). Poza instalacjami wojskowymi cała część mierzei od granicy ku północy do Bałtyjska jest niemal pusta, a każda wizyta wymaga przepustki.

## Przynależność polityczna i nazwy w dziejach
- Na mapie z 1770 r. (Mapa generalna i nowa całej Polski, Wielkiego Księstwa Litewskiego i krajów sąsiadujących (Carte Générale et Nouvelle Detouttela Pologne du Grand Duche de Lithuanie et des Pais Limitrofes), 1770. Grawerowana przez B. Folino, Kapitana Korpusu Artylerii Koronnej Polskiej w Warszawie. Reprint Służby Topograficznej WP) pod nazwą „Polske” w granicach I Rzeczypospolitej (Królestwa Polskiego).
- Po nadaniu przez króla Kazimierza IV Jagiellończyka,[1] do 1793 r. miejscowość należy do Gdańska, w składzie województwa pomorskiego[5], w Koronie Polskiej, I Rzeczypospolitej. Granica z Prusami Książęcymi przebiegała w tamtym czasie niespełna 1 km na wschód od miejscowości, co widoczne było jeszcze w miejscowych nazwach topograficznych do II wojny światowej (np. Przylądek Graniczny – Grenzhaken, albo Grenzhaus na mapie z 1899 r.).
- W latach 1807–1814 w Wolnym Mieście Gdańsku, którego granica przebiegała kilkaset metrów za tą miejscowością, zgodnie z przebiegiem granicy przedrozbiorowej Królestwa Polskiego i lennych Prus Książęcych.
- Na mapie Reymann’s Special-Karte, 1832–1870, Königsberg, miejscowość opisana jako „Polski oder Normel”.
- Na niemieckiej mapie z 1899 r. występuje tylko pod nazwą „Polski” (Topograph. Special-Karte von Mittel-Europa 137 Königsberg 1899, 1:200 000).
- Na mapie 1:100 000, Warszawa 1931, Wydawnictwo WIG, miejscowość pod nazwą „Narmeln” (w nawiasie „Polsk”), w Prusach Wschodnich, wydmy osłaniające wałem od północy sięgają 31 m n.p.m.
- Na mapie Okręgu mazurskiego (Mapa komunikacyjno-administracyjna, 1:500 000, Poznań 1946, Wydawnictwo Instytutu Zachodniego) uwidoczniona pod nazwą „Polsk” po polskiej stronie granicy.
- Granica na mierzei długo nie była ustalona ponieważ podczas konferencji poczdamskiej w 1945 r., dokonując podziału b. Prus Wschodnich, nie wymieniono Mierzei Wiślanej, a zatem można było sądzić, że mierzeja geograficznie połączona z częścią południową byłych Prus Wschodnich w całości przypada Polsce tak jak cała ta część Prus Wschodnich[6]. Po raz pierwszy ustalono przebieg granicy we współczesnym kształcie dopiero w umowie dwustronnej z 1957 r.[7]